# Ligne Shinano Railway
La ligne Shinano Railway (しなの鉄道線, Shinano Tetsudō-sen) est une ligne ferroviaire de la compagnie Shinano Railway située dans la préfecture de Nagano au Japon. Elle relie la gare de Karuizawa à Karuizawa à la gare de Shinonoi à Nagano.

## Histoire
La ligne ouvre en 1888 et fait partie alors de la ligne principale Shin'etsu.
Le 1er octobre 1997, à l'occasion de l'ouverture de la ligne Shinkansen Nagano, la section de la ligne principale Shin'etsu entre Karuizawa et Shinonoi est transférée de la JR East à Shinano Railway. La section devient la ligne Shinano Railway.

## Caractéristiques

### Ligne
- longueur : 65,1 km
- écartement des voies : 1 067 mm
- nombre de voies : 2
- électrification : 1 500 V CC
- vitesse maximale : 100 km/h

### Services et interconnexions
La ligne est parcourue par des trains omnibus ou rapides. A Shinonoi, tous les trains continuent sur ligne principale Shin'etsu jusqu'à la gare de Nagano.
La ligne est également parcourue par des trains de fret.

### Liste des gares
| Gare              | Nom japonais | Distance depuis Karuizawa (km) | Correspondances                                   | Localisation |
| ----------------- | ------------ | ------------------------------ | ------------------------------------------------- | ------------ |
| Karuizawa         | 軽井沢       | 0                              | JR East : Shinkansen Hokuriku                     | Karuizawa    |
| Naka-Karuizawa    | 中軽井沢     | 4,0                            |                                                   | Karuizawa    |
| Shinano-Oiwake    | 信濃追分     | 7,2                            |                                                   | Karuizawa    |
| Miyota (ja)       | 御代田       | 13,2                           |                                                   | Miyota       |
| Hirahara          | 平原         | 18,3                           |                                                   | Komoro       |
| Komoro            | 小諸         | 22,0                           | JR East : Koumi                                   | Komoro       |
| Shigeno           | 滋野         | 27,9                           |                                                   | Tōmi         |
| Tanaka            | 田中         | 31,3                           |                                                   | Tōmi         |
| Ōya               | 大屋         | 34,7                           |                                                   | Ueda         |
| Shinano-Kokubunji | 信濃国分寺   | 37,1                           |                                                   | Ueda         |
| Ueda              | 上田         | 40,0                           | JR East : Shinkansen Hokuriku Ueda Kotsu : Bessho | Ueda         |
| Nishi-Ueda        | 西上田       | 44,4                           |                                                   | Ueda         |
| Tekuno-Sakaki     | テクノさかき | 47,9                           |                                                   | Sakaki       |
| Sakaki            | 坂城         | 50,4                           |                                                   | Sakaki       |
| Togura            | 戸倉         | 54,9                           |                                                   | Chikuma      |
| Chikuma           | 千曲         | 57,1                           |                                                   | Chikuma      |
| Yashiro           | 屋代         | 59,9                           |                                                   | Chikuma      |
| Yashiro-kōkō-mae  | 屋代高校前   | 61,8                           |                                                   | Chikuma      |
| Shinonoi          | 篠ノ井       | 65,1                           | JR East : Shinonoi, Shin'etsu (interconnexion)    | Nagano       |

## Materiel roulant
La compagnie utilise des trains de série 115 et de série SR1.

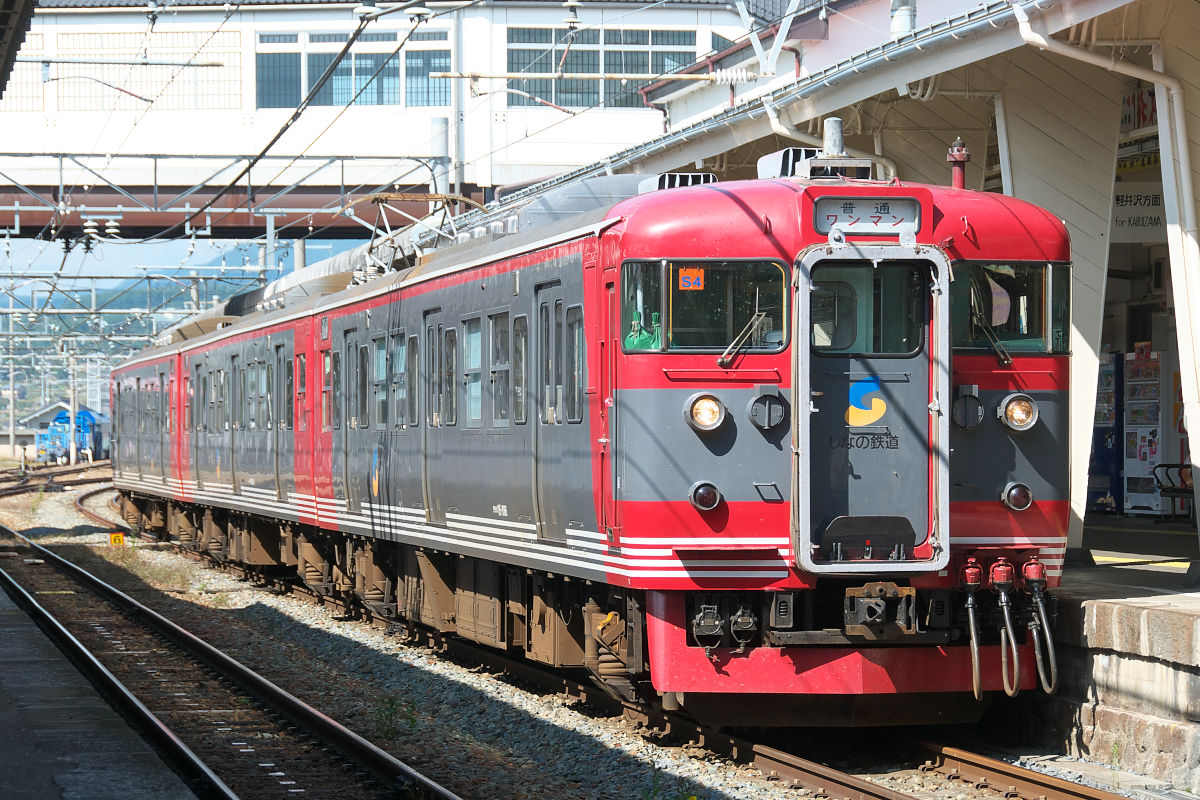
Série 115
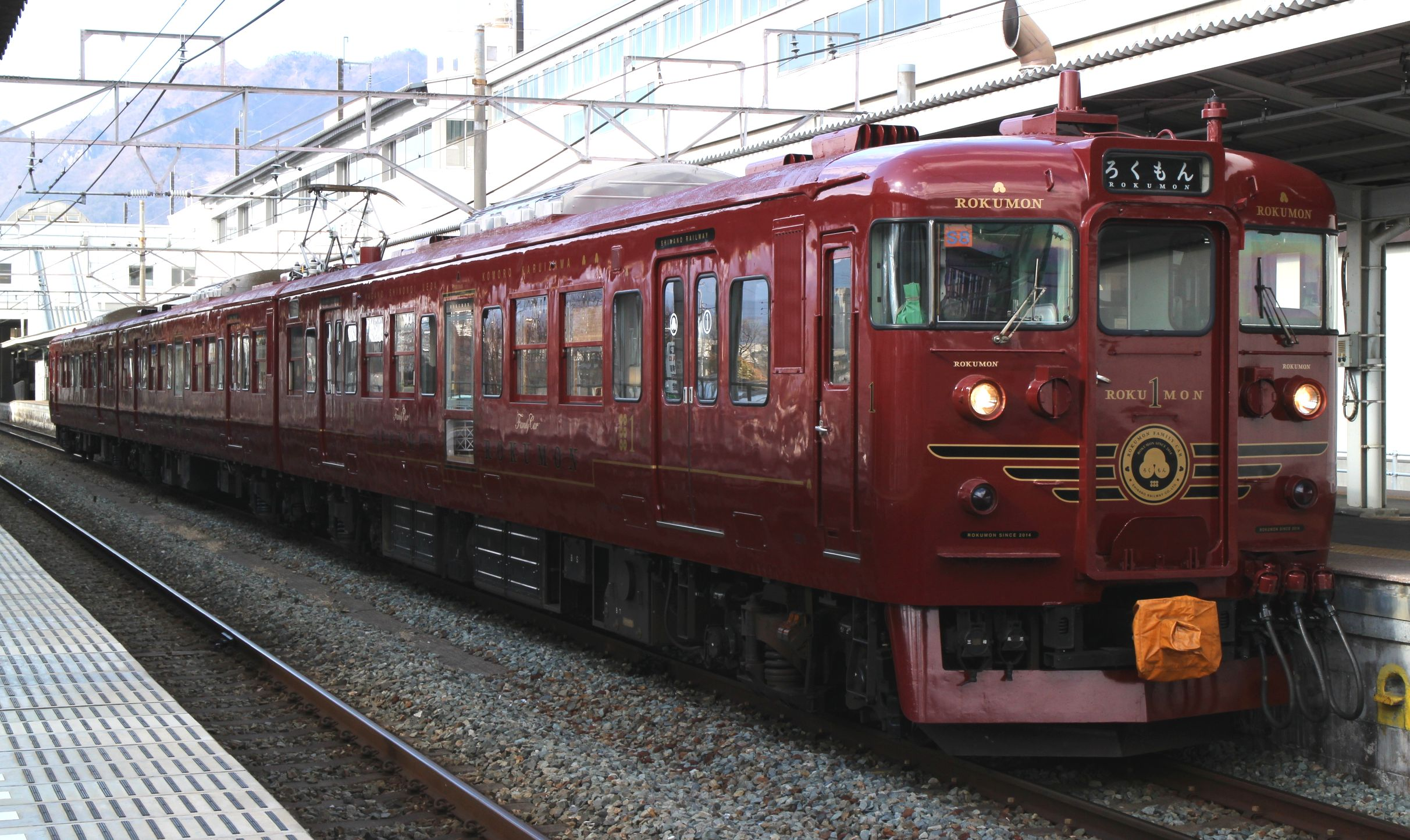
Série 115 Rokumon
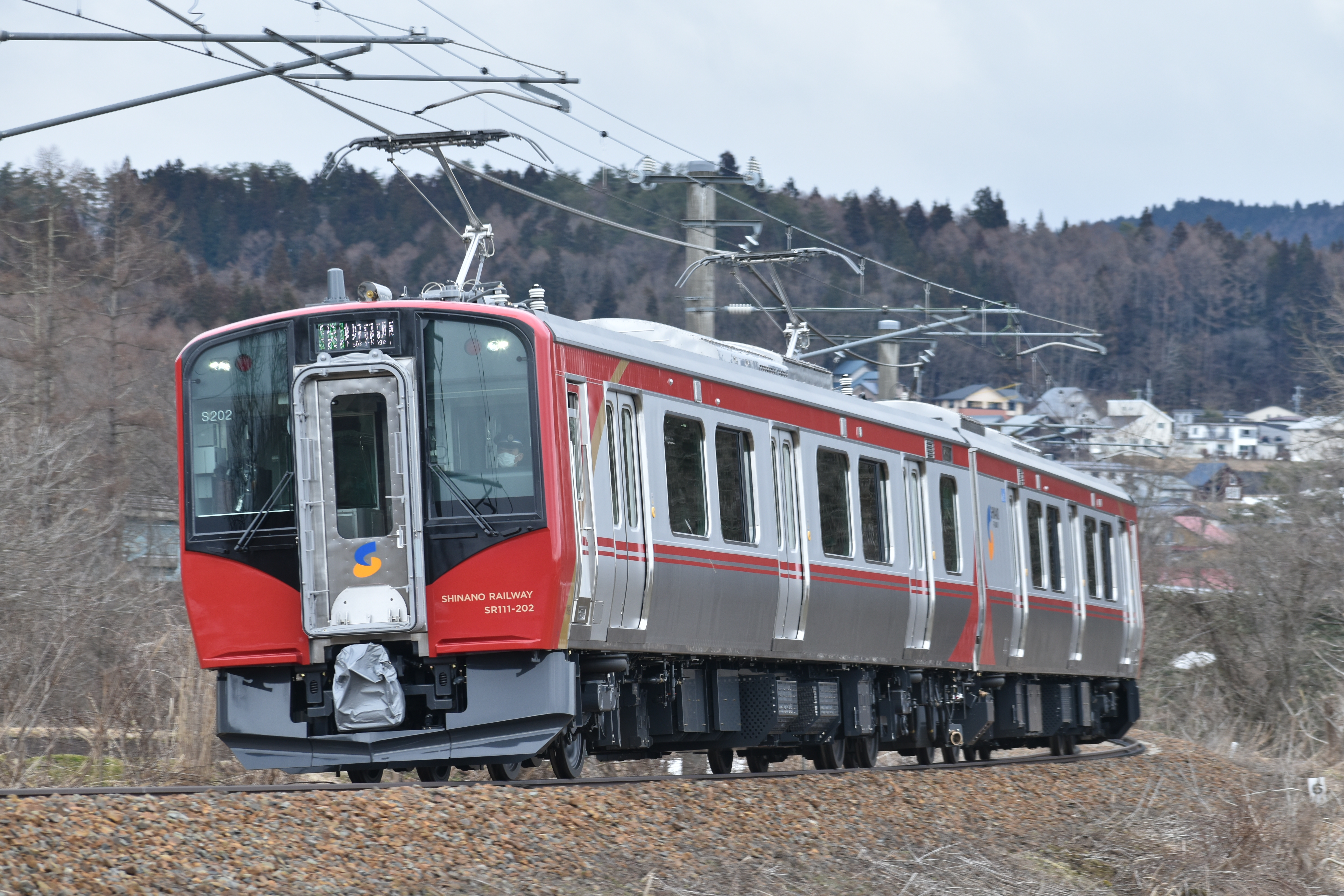
Série SR1